# Rhaphandra brunnea
Rhaphandra brunnea är en mångfotingart som beskrevs av Loomis 1966. Rhaphandra brunnea ingår i släktet Rhaphandra och familjen Chelodesmidae. Inga underarter finns listade i Catalogue of Life.